# Ramal Faustino M. Parera-Gualeguaychú del Ferrocarril General Urquiza
El ramal Faustino M. Parera-Gualeguaychú (ramal U-4) es un desactivado ramal del Ferrocarril General Urquiza en Argentina. Se halla íntegramente en la provincia de Entre Ríos dentro del departamento Gualeguaychú.

## Historia
El ramal fue construido por el Ferrocarril Central Entrerriano en 1890 hasta la ciudad de Gualeguaychú, siendo de una extensión de 48 km desde Faustino M. Parera, llegando el primer tren a la estación Gualeguaychú el 27 de octubre de 1889. La extensión del ramal hasta el muelle sobre el río Gualeguaychú fue autorizada por decreto de 31 de diciembre de 1894. Fue construido entre 1896 y 1897 y habilitado en 1898. Fue luego adquirido por el Ferrocarril Entre Ríos. 
El cierre de la estación Gualeguaychú y del ramal se produjo el 1 de julio de 1993.